# Карманово (Талдомский городской округ)
Карманово — деревня в составе Темпового сельского поселения Талдомского района Московской области. До муниципальной реформы 2006 года входила в Темповый сельский округ. Население — 14 чел. (2010).

## Расположение
Расположена к западу от Талдома, у границы района, на правом берегу реки Сестры. На север за рекой находится город Дубна, недалеко на западе — канал им. Москвы, под которым Сестра протекает через дюкер. 

За каналом, на правом берегу Сестры располагается Дмитровский район Московской области, на левом берегу — Конаковский район Тверской области.

## Инфраструктура

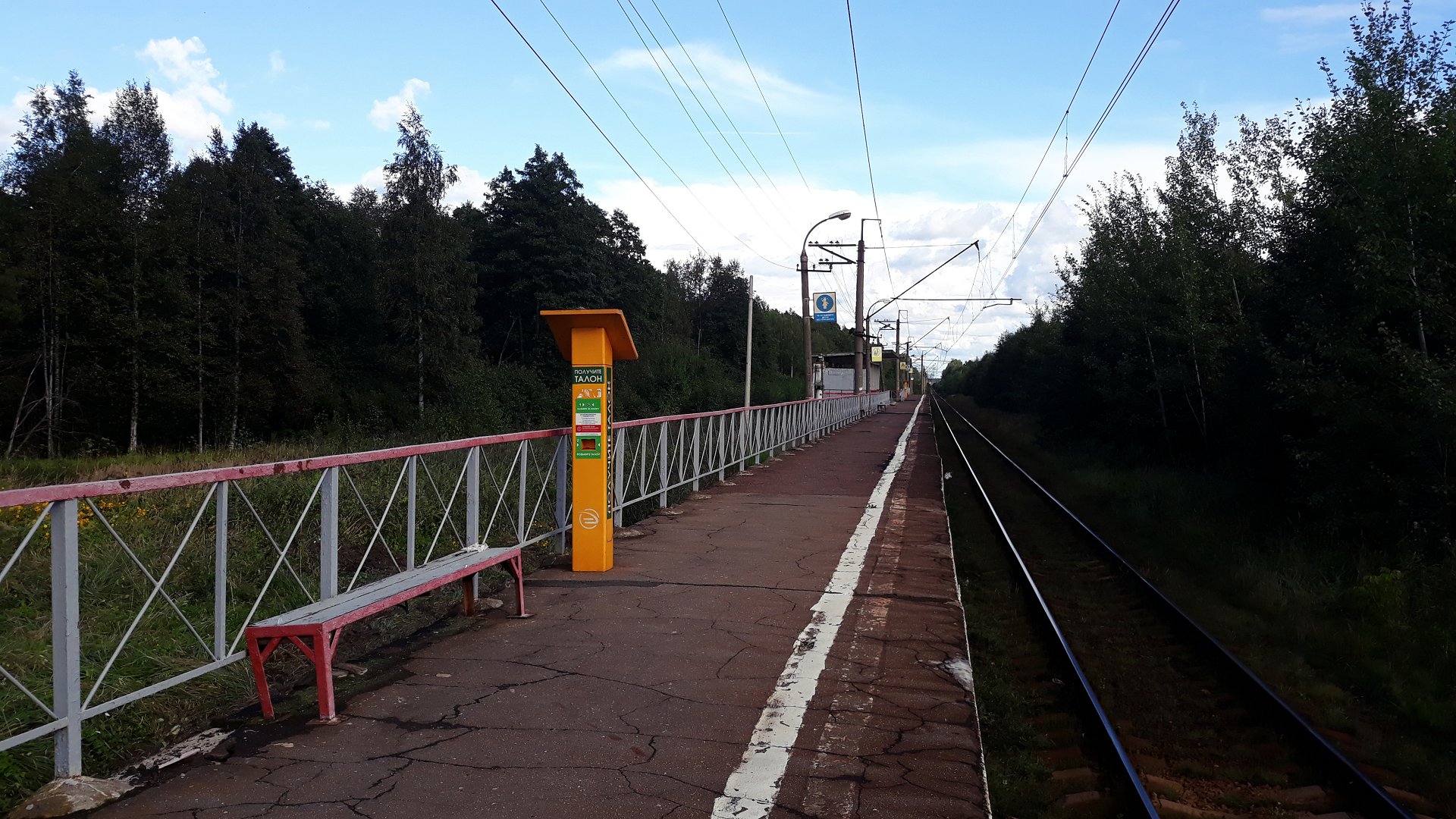
Платформа Карманово

В деревне есть платформа Карманово (122 км) Савёловского направления МЖД. Через Сестру переброшен железнодорожный мост. 
За железной дорогой пролегает трасса А104 Москва-Дмитров-Дубна, есть автобусное сообщение между деревней и ближайшими городами — Дмитров, Талдом, Дубна. 
За автодорогой находится канал, через который есть частная лодочная переправа для сообщения с дачами Дмитровского района на другой стороне канала. Ближе к зиме на месте переправы устанавливается понтонный пешеходный мост.
Лодочная переправа для сообщения с дачами ликвидирована. До ближайшей паромной переправы 5-6 км пешком вдоль канала им. Москвы.

## Население
| 1926 | 2002 | 2006 | 2010 |
| ---- | ---- | ---- | ---- |
| 36   | ↘30  | ↘8   | ↗14  |